# 科莱贝亚托
科莱贝亚托（義大利語：Collebeato），是意大利布雷西亚省的一个市镇。总面积5平方公里，人口4763人，人口密度952.6人/平方公里（2009年）。国家统计（ISTAT）代码为017057。

## 友好城市
- 義大利比沃纳 2004年